# Картянское староство
Картянское староство (лит. Kartenos seniūnija) — одно из 8 староств Кретингского района, Клайпедского уезда Литвы. Административный центр — местечко Картяна.

## География
Расположено на западе Литвы, в юго-восточной части Кретингского района, на Западно-Жямайтской равнине недалеко от побережья Балтийского моря. 
Граничит с Жальгирским староством на юге и западе, Кретингским — на западе, Кулупенайским — на севере, и Наусодским, Шатейкяйским и Куляйским староствами Плунгеского района — на востоке и юго-востоке.

## Население
Картянское староство включает в себя местечко Картяна и 19 деревень. В Картянском старостве расположена достопримечательность — историко-архитектурный комплекс Картянское городище, объект культурного наследия национального значения.